# Francesco Chicchi

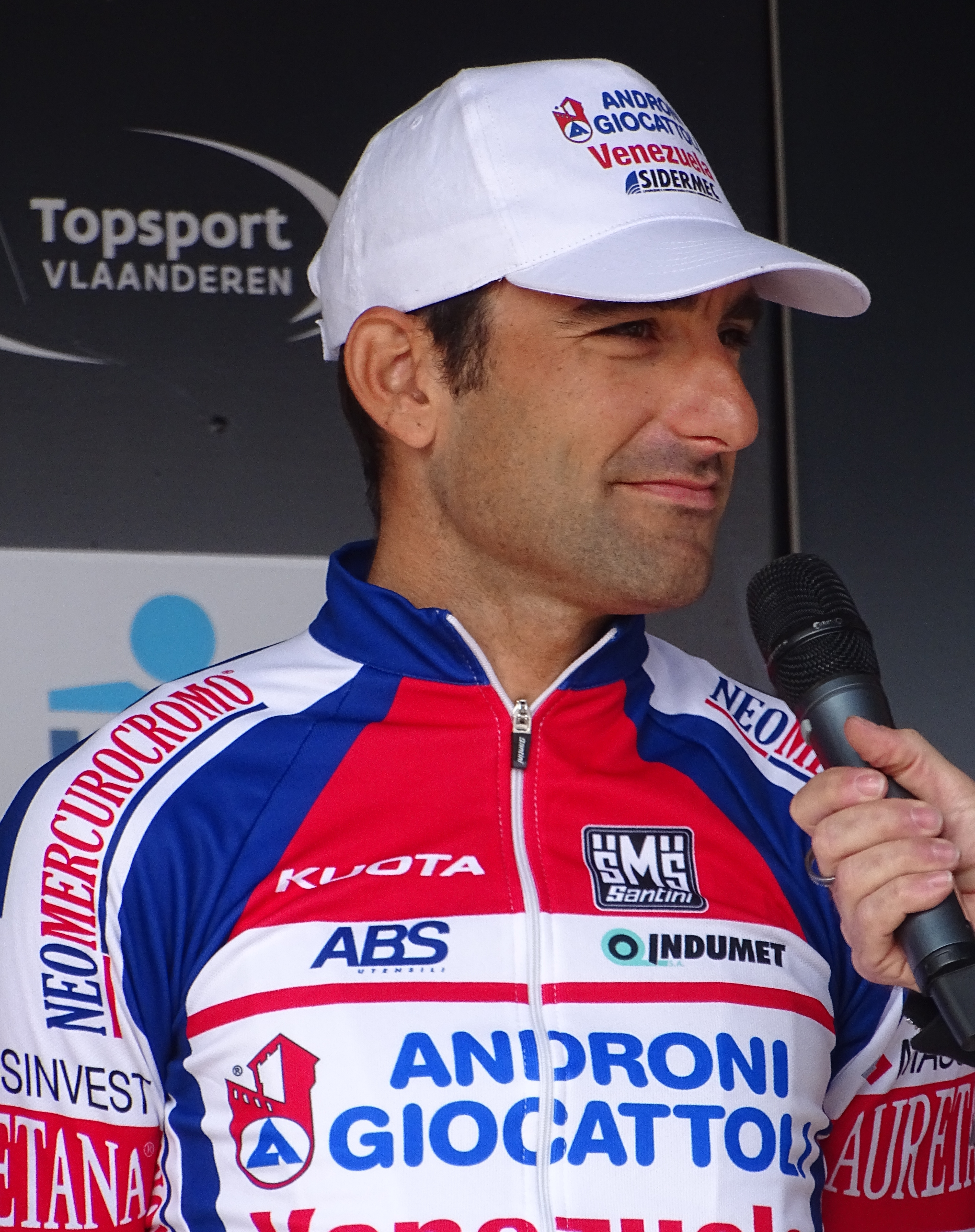
Francesco Chicchi (2015)

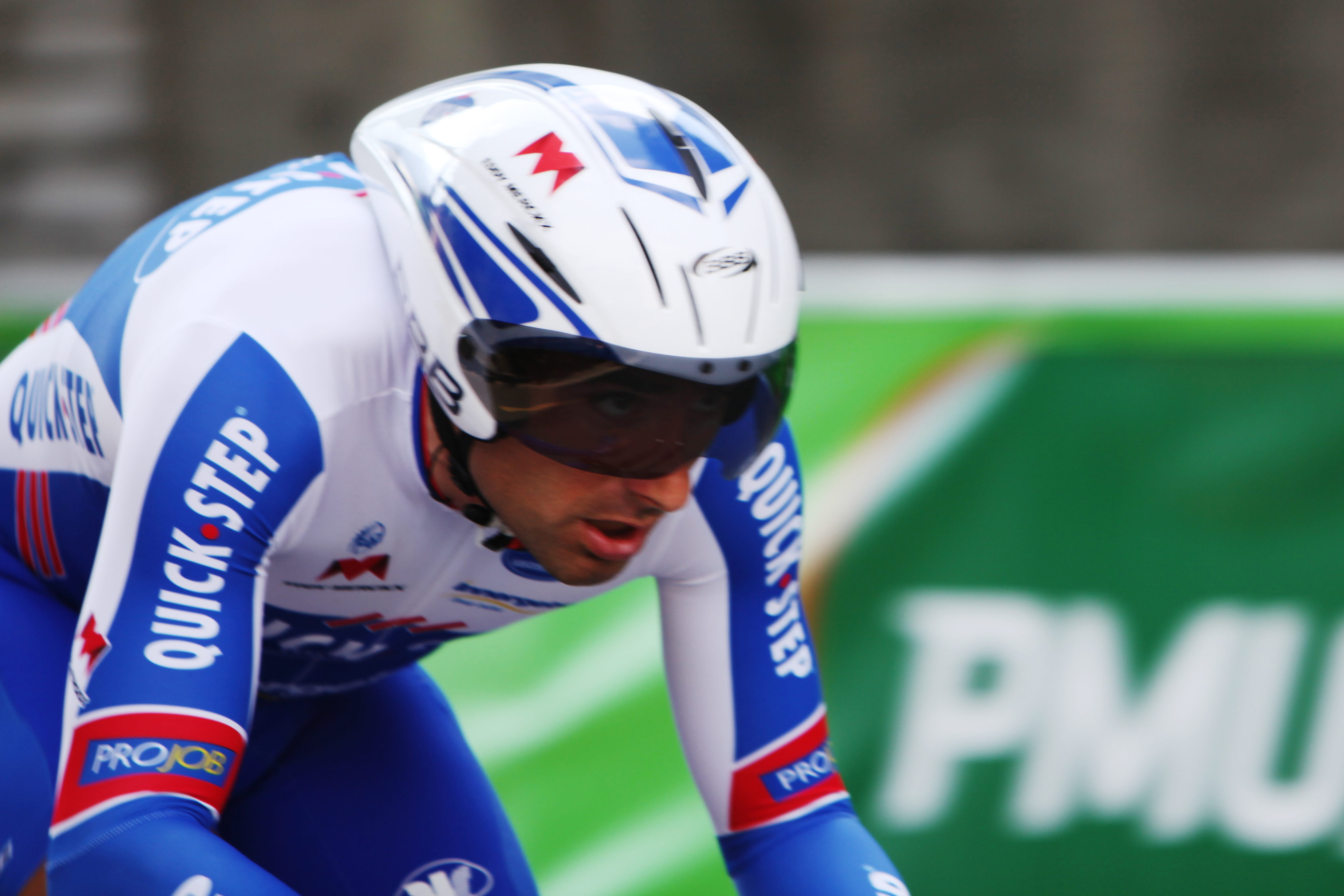
Francesco Chicchi bei der Tour de Romandie 2011

Francesco Chicchi (* 27. November 1980 in Camaiore, Italien) ist ein ehemaliger italienischer Radrennfahrer.
Nachdem er 2002 das Straßenrennen der U23-Klasse gewonnen hatte, wurde Francesco Chicchi 2003 Berufsradfahrer im Team Fassa Bortolo. Er zählte zu den guten Sprintern, konnte aber in der Zeit bei Fassa Bortolo keine Siege einfahren. Seit dem Jahre 2006 gewann er jedes Jahr meist mehrere kleinere Rennen. Erwähnenswert sind sein zweiter Platz 2007 bei Paris-Tours und sein Sieg 2012 beim Eintagesrennen Nokere Koerse, welches er als erster Italiener gewinnen konnte.

## Erfolge
2002
- Weltmeister – Straßenrennen (U23)

2006
- eine Etappe Drei Tage von Westflandern
- eine Etappe 4 Tage von Dünkirchen
- eine Etappe Tour of Britain

2007
- eine Etappe Brixia Tour
- zwei Etappen Dänemark-Rundfahrt

2008
- eine Etappe Tirreno-Adriatico
- zwei Etappen Settimana Internazionale
- eine Etappe Katalonien-Rundfahrt
- eine Etappe Slowenien-Rundfahrt
- eine Etappe Tour of Missouri

2009
- eine Etappe Tour Down Under
- eine Etappe Tour of Missouri

2010
- eine Etappe Tour de San Luis
- zwei Etappen Katar-Rundfahrt
- eine Etappe und Mannschaftszeitfahren Settimana Internazionale di Coppi e Bartali
- eine Etappe Kalifornien-Rundfahrt
- eine Etappe Slowenien-Rundfahrt
- Gran Premio Città di Modena

2012
- zwei Etappen Tour de San Luis
- eine Etappe Driedaagse van West-Vlaanderen
- Nokere Koerse
- Handzame Classic

2013
- zwei Etappen Tour de Langkawi
- Rīga-Jūrmala Grand Prix
- Jūrmala Grand Prix

2014
- drei Etappen Vuelta a Venezuela

2015
- eine Etappe Settimana Internazionale
- eine Etappe Vuelta a Venezuela

2016
- eine Etappe Boucles de la Mayenne

## Grand Tours-Platzierungen
| Grand Tour            | 2007 | 2008 | 2009 | 2010 | 2011 | 2012 | 2013 | 2014 |
| --------------------- | ---- | ---- | ---- | ---- | ---- | ---- | ---- | ---- |
| Giro d’ItaliaGiro     | −    | −    | −    | −    | DNF  | DNF  | DNF  | DNF  |
| Tour de FranceTour    | −    | DNF  | −    | −    | −    | −    | −    | −    |
| Vuelta a EspañaVuelta | DNF  | −    | −    | −    | −    | −    | −    | −    |

## Teams
- 2003 Fassa Bortolo
- 2004 Fassa Bortolo
- 2005 Fassa Bortolo
- 2006 Quick Step-Innergetic
- 2007 Liquigas
- 2008 Liquigas
- 2009 Liquigas
- 2010 Liquigas-Doimo
- 2011 Quick Step
- 2012 Omega Pharma-Quick Step
- 2013 Vini Fantini-Selle Italia
- 2014 Neri Sottoli
- 2015 Androni Giocattoli-Sidermec
- 2016 Androni Giocattoli-Sidermec